# Navenne
Navenne é uma comuna francesa na região administrativa de Borgonha-Franco-Condado, no departamento de Alto Sona. Estende-se por uma área de 3,91 km². Em 2010 a comuna tinha 1 693 habitantes (densidade: 433 hab./km²).